# IEA-R1

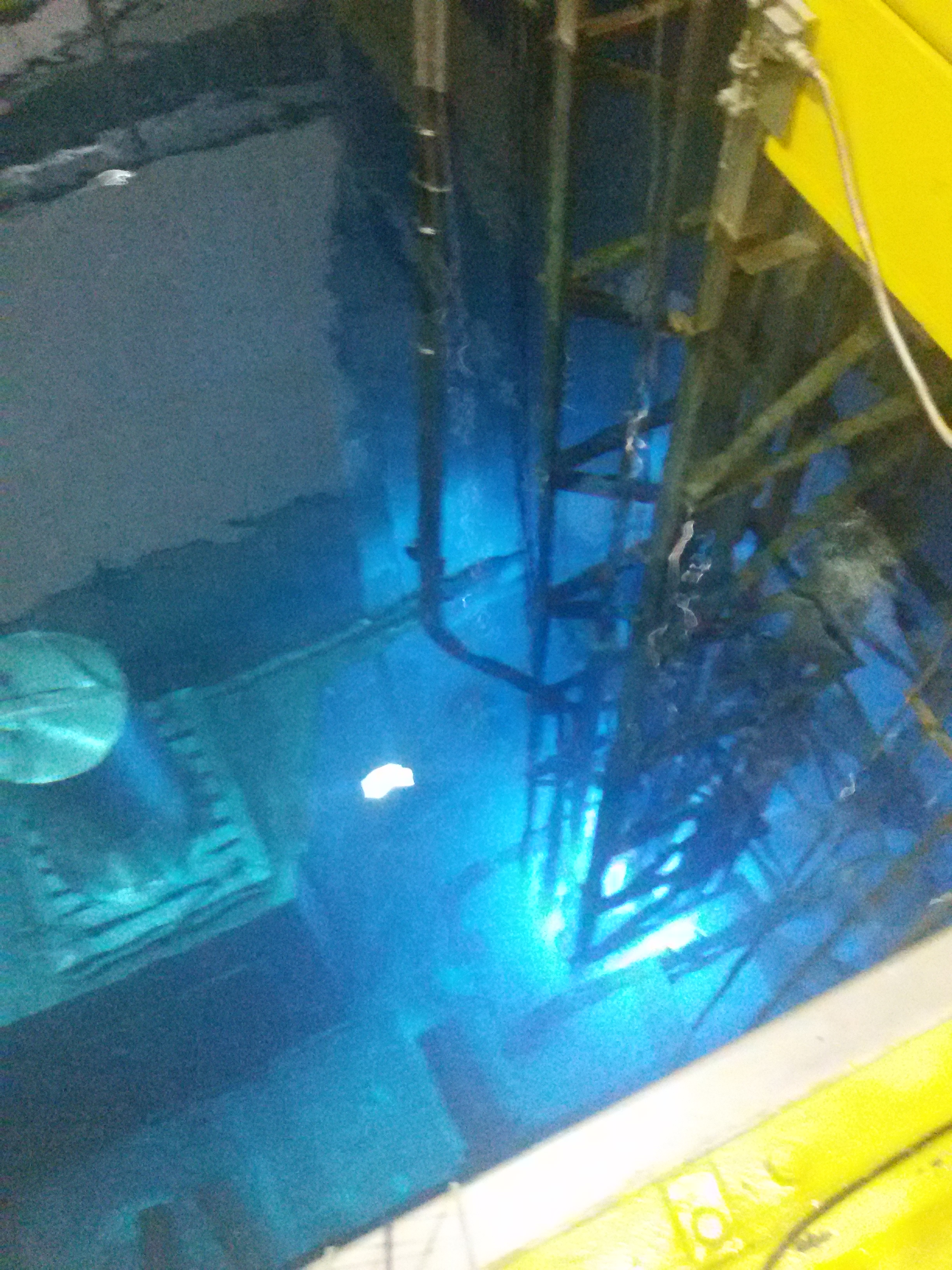
Núcleo do reator IEA-R1 - IPEN/USP, ao fundo da piscina de água desmineralizada e deionizada.

O reator nuclear IEA-R1 é um reator nuclear de pesquisas do tipo piscina, moderado e refrigerado com água leve, utilizando grafite como refletor. Foi projetado e construído pela empresa norte-americana Babcock & Wilcox, e montado no Brasil com o auxílio do governo norte-americano, dentro do programa Atoms for Peace (literalmente, "Átomos Pela Paz"), que incentivava países a aderirem à tecnologia nuclear. Sua construção data de 1956, e sua primeira criticalidade foi atingida em 16 de Setembro de 1957, ainda que ele tenha sido inaugurado oficialmente apenas no dia 25 de janeiro de 1958 pelo então presidente Juscelino Kubitschek.
O reator operou a 1MW nos primeiros anos. De 1960 a 1995, operou a 2MW por 8h diárias, 5 dias por semana. Em 1995, após uma série de atualizações, passou a operar por 64h semanais consecutivas a potências entre 2,5 e 3,5MW e, em 16 de Setembro de 1997, exatos 40 anos após sua primeira criticalidade, foi operado pela primeira vez a 5MW. Nos últimos anos tem operado a 4,5MW, em regime de 62h semanais, utilizando urânio de baixo enriquecimento (em torno de 20%) como combustível.
As principais aplicações do reator IEA-R1 são a produção de radioisótopos para uso em medicina e a pesquisa básica em Física Nuclear, Química Nuclear e Física do Estado Sólido, com destaque para as técnicas de análise por ativação neutrônica (NAA); análise de sólidos por estudo de interações hiperfinas, neutrongrafia ou difração de nêutrons; além de estudos de Física Nuclear básica e de Dados Nucleares.
O reator está instalado no Instituto de Pesquisas Energéticas e Nucleares (IPEN), dentro do campus capital da Universidade de São Paulo, no bairro do Butantã.
Após a construção deste reator, foi projetado e desenvolvido o primeiro reator nuclear brasileiro, chamado de IPEN/MB-01.